# Jacob Presser

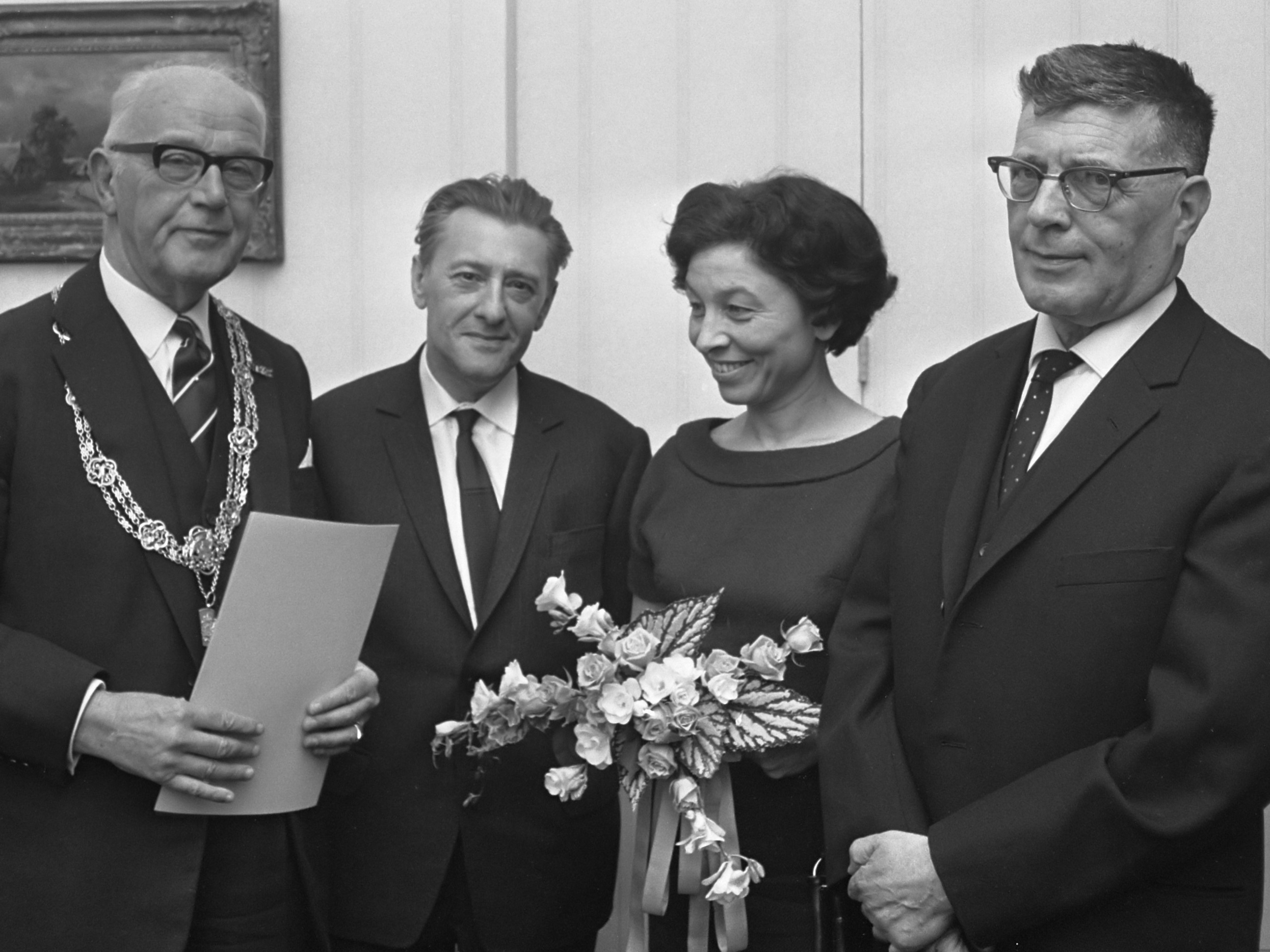
Hans Kolfschoten, Louis Paul Boon, Hanny Michaelis & Jacques Presser (1967)

Jacob Presser (Ámsterdam, Países Bajos, 24 de febrero en 1899-Ámsterdam, 30 de abril de 1970) fue un historiador, escritor y poeta alemán conocido por su libro Ashes in the wind: the destruction of Dutch Jewry, (Cenizas en el viento: la destrucción de los judíos holandeses) la historia de la persecución de los judíos durante la Segunda Guerra Mundial.

## Biografía
Jacob Presser nació en Ámsterdam, de familia israelita, en 1899. En 1926 se doctoró en la Universidad de Ámsterdam. Por su condición de judío, este profesor e historiador tuvo que lanzarse a la clandestinidad durante la ocupación nazi de los Países Bajos. Su primera esposa, antigua alumna suya en el Liceo de Ámsterdam, fue enviada al campo de exterminio de Sobibor (Polonia), víctima de la "solución final" de Hitler. Presser le dedicó a ella un conmovedor libro de poemas titulado Orpheus, que circuló clandestinamente durante la guerra y que se reeditó por segunda vez después de la liberación de 1945. Antes, en 1942, había pasado de mano en mano y en forma mimeografiada, su poema Exodus.
Jakob Presser murió en 1970 a la edad de 71 años.

## Obras
Su primera obra, La guerra de los Ochenta Años (historia de la rebelión de los Países Bajos durante la dominación española), apareció en 1941, con el nombre de un amigo suyo no judío, quien corrió el riesgo de figurar como autor del libro; la obra no tardó en ser prohibida por los alemanes al descubrir en ella ciertos matices políticos.
Después de la liberación, Presser ha publicado otros trabajos históricos, uno de ellos Napoleón, historia y leyenda (1946), mereció el premio Wijnandts-Francken; en 1949 apareció America, de colonia a potencia mundial, historia de los Estados Unidos.
Ya en 1957 Presser ofrece al público no versado en historia una completa obra creativa que, al mismo tiempo, cumple la función de libro-testimonio. Se trata de La noche de los Girondinos, publicada por primera vez en Ámsterdam después de ser seleccionada como regalo en la Semana del Libro Holandés de 1957. Pronto, este libro-testimonio constituyó un éxito sensacional, elegida por unanimidad tres meses más tarde para el Premio Van der Hoogt, galardón concedido bianualmente por la Sociedad Holandesa de Literatura a la mejor obra de creación.
En 1958, La noche de los Girondinos fue traducida al inglés y vendida en Estados Unidos, donde, al igual que en Holanda, conmovió a sus muchos lectores.